# ルック (洗剤)
ルック (Look) は、ライオンから発売されている住居用洗剤。1976年発売。名前の由来は「見る見る落ちる」の「見る見る」（ルック）である。

## 歴史
1976年 - 発売開始。当初は「バスルック」（弱酸性）。
1985年9月 - 「パイプマン 分包」発売（藤沢薬品工業(現・アステラス製薬及び第一三共ヘルスケア)から譲り受けた製品である）。
1989年4月 - 「ルック おふろの洗剤」発売。
1994年5月 - 「パイプマン 分包」改良（デザイン変更）。
1994年10月 - 「ルック おふろの洗剤」改良（性能向上）。
1994年11月 - 「ルック おふろの洗剤」サイズ追加。
1996年10月 - 「ルック おふろの洗剤」改良（性能向上）、スプレータイプ追加発売。
1998年9月 - 「ルック おふろの洗剤」改良（性能向上、逆さで使えるスプレー容器採用）。
1999年10月 - 「ルック おふろの洗剤」改良（つめかえ用の価格を改訂し、デザイン変更）。
2001年3月 - 「ルック おふろの洗剤」改良（性能向上及びデザイン変更）、「ルック カビ取りジェル」発売。
2001年9月 - 「パイプマン 分包」が「ルック」ブランドに統合し、「ルック パイプマン 分包」として発売。併せて、ジェルタイプの「ルック パイプマン スムースジェル」を発売。
2002年3月2日 - スプレータイプのトイレ用洗剤「ルック トイレ爽快洗剤」と中性タイプの住宅用クリーナー「ルック ふきとり中性クリーナー」を発売。
2002年9月1日 - 「ルック おふろの洗剤」改良。つめかえ用は手で切れるスタンディングパウチに変更し、パッケージデザインを変更。
2002年11月9日 - 酸素系の洗濯槽クリーナー「ルック 洗たく槽のカビ取り・除菌・消臭クリーナー」発売。
2003年3月 - 
「ルック カビ取りジェル」改良。ジェル粘度を約2倍に高め、密着力を向上。
「ルック パイプマン」改良。分包・スムースジェルともにパッケージデザインを変更し、スムースジェルはジェル粘度を約2倍に高め、付着性を向上。
2003年9月6日 - 粘度向上により密着力を高め、新開発の「幅広スプレー」を採用した浴室用洗剤「おふろのルック」発売。
2003年10月1日 - 
ふちウラまで届くロングネックで尿石汚れまで落とすトイレ用洗剤「トイレのルック」発売。
ワイドな泡と狭い泡をワンタッチで切り替えできるスプレーを採用した油汚れ用強力洗剤「レンジまわりのルック」発売。
2004年3月 - 
「ルック パイプマン」改良。分包・スムースジェルともにパッケージデザインを変更し、スムースジェルは浸透力の向上により、ヌメリの除去効果と髪の毛の溶解力をアップ。
「ルック 洗たく槽のカビ取り・除菌・消臭クリーナー」改良（組成とデザインを変更）。
2004年3月6日 - 「ルック カビ取りジェル」に浸透成分「β-PE」を新配合して改良し、「カビ取りルック パワフルジェル」に改名。
2004年9月 - 「おふろのルック」改良。垂直面での泡の付着性を向上し、パッケージリニューアル。
2005年3月5日 - 「ルック 洗たく槽のカビ取り・除菌・消臭クリーナー」に「マイクロリムーバー」を新配合して洗浄力の向上とコンパクト化を実現し、汚れの程度に応じて使い分けできるように2袋入りに変更して改良し、「洗濯槽のルック」に改名。
2005年4月26日 - 銀イオンを配合した清潔キープ剤「ルック きれいのミスト」の浴室用とトイレ用を、愛知県、岐阜県、三重県、静岡県で発売。
2005年5月 - 期間限定品「おふろのルック スカッシュレモンの香り」発売。
2006年2月 - 「トイレのルック」改良。パッケージデザインを変更。同年3月1日にはつめかえ用をパウチタイプに変更。
2006年3月29日 - 「ルック きれいのミスト キッチン用」を発売するとともに、エリア限定で発売されていた浴室用とトイレ用は販売エリアを全国に拡大。発売2ヶ月でシリーズ合計300万本を突破する大ヒットとなる。
2006年8月2日 - 「ルック きれいのミスト」に「布製品用（ふんわりローズ、スッキリすずらん）」を追加発売。
2006年9月6日 - 「おふろのルック」改良。洗浄力を向上し、レモン調の香りにリフレッシュ。スプレーは先端にラッパ状のフードを追加し、より広いワイド噴射が可能となった。
2006年10月 - 「レンジまわりのルック」改良。パッケージデザインを変更。
2007年3月7日 - 
高濃度ジェルを採用して使用量が半分になり、ロングネックと横向きノズルを採用したコンパクトタイプのパイプクリーナー「ルック 濃効パイプマン」発売。
「ヌメリ崩壊イオン」と「pHコントロールの採用」により、キッチンのヌメリにもおふろのカビにも使える「ルック ヌメリ&カビ速攻バスター」発売。
2007年4月25日 - 「ルック きれいのミスト 布製品用」に新香調の「無香性」と「せっけんの香り」を追加発売。
2007年8月1日 - 「ルック きれいのミスト」に「玄関・くつ用」を追加発売。
2007年10月31日 - ヘンケル社との共同開発で生まれたすまいのマルチクリーナー「ルック オーツークリーナー」発売。
2007年11月19日 - 数量限定品「おふろのルック ゆずの香り」、「トイレのルック フレッシュグリーンの香り」発売。
2008年8月 - 「おふろのルック」改良。主洗浄成分である直鎖アルキルベンゼンスルホン酸ナトリウムを2倍量配合し洗浄力を向上。
2008年8月27日 - 「トイレのルック」の香料をフレッシュハーブに変更したことで消臭力を高め改良。商品名を「トイレのルック 消臭EX」に改名。
2009年3月18日 - 「ルック 濃効パイプマン」改良。パッケージデザインを変更。
2009年4月17日 - 数量限定品「おふろのルック バレンシアオレンジの香り」発売。
2009年8月 - 「ルック きれいのミスト」改良。SIAAマークを取得し、「ジョコキンさん」のイラストを採用したパッケージに変更。
2009年12月18日 - 数量限定品「おふろのルック もぎたてピーチの香り」、「トイレのルック 消臭EX フローラルソープの香り」発売
2010年3月 - 「おふろのルック みがき洗い」改良。パッケージデザインを変更。
2010年3月17日 - 「おふろのルック」改良。「すすぎクイック成分」の配合により泡切れが良くなり、香りをすっきりオレンジの香りの変更。
2010年5月19日 - 数量限定品「おふろのルック フレッシュハーブの香り」発売。
2011年3月23日 - トイレットペーパーを使うトイレクリーナー「ルック まめピカ トイレのふき取りクリーナー」発売。
2011年8月19日 - 数量限定品「おふろのルック 爽やかマスカットの香り」発売。
2012年2月22日 - 「トイレのルック」改良。「新洗浄成分XP」の配合でより高粘度になり、ロングネックボトルを採用。商品名を「トイレのルック 消臭EX」から戻す。
2012年3月14日 - 「ルック キッチン用アルコール除菌スプレー」、「ルック キッチン用生ごみ消臭&防臭スプレー」発売。
2012年6月19日 - 数量限定品「おふろのルック アイスシトラスの香り」発売。
2012年7月19日 - 数量限定品「ルックまめピカ トイレのふき取りクリーナー フローラルソープの香り」発売。本品は同年3月～5月に実施したキャンペーン賞品を数量限定品として商品化したものである。
2012年9月26日 - 銀イオンを煙によって空間全体に行き渡らせ、浴室全体のカビ原因菌をまるごと除菌する新技術を開発し、この技術を生かした「ルック おふろの防カビくん煙剤」を発売。
2013年5月22日 - 「ルック おふろの防カビくん煙剤」に3個パックを追加発売。
2013年9月25日 - 「ルックまめピカ 抗菌プラス トイレのふき取りクリーナー」を発売。
2014年7月18日 - 数量限定品「ルック まめピカチュウ」を発売。本品は「ルック まめピカ」のピカチュウボトルデザインである。
2014年9月29日 - 「ルック おふろの防カビくん煙剤」に「せっけんの香り」を追加発売。
2015年9月30日 - 「ルック お風呂の防カビくん煙剤」に「消臭ミントの香り」を追加発売（同時に、「フローラルの香り」と「せっけんの香り」も「消臭ミントの香り」のデザインと合わせたパッケージデザインにリニューアル）。
2018年3月7日 - 「ルックプラス 清潔リセット 排水口まるごとクリーナー キッチン用」発売（併せて、「お風呂の防カビくん煙剤」、「まめピカ トイレのふき取りクリーナー」、「まめピカ 抗菌プラス トイレのふき取りクリーナー」は同年3月に「ルックプラス」へブランド変更し、パッケージリニューアル）。
2018年8月28日 - 業務用製品「ルック ラクタスケア おそうじクイック浴室用洗剤」を発売。
2018年9月26日 - 「ルックプラス バスタブクレンジング」発売。
2019年4月10日 - 「ルックプラス バスタブクレンジング」につめかえ用大サイズを追加発売。
2020年4月15日 - 「ルックプラス バスタブクレンジング 銀イオンプラス」発売。
2021年9月15日 - 「ルックプラス 泡ピタ トイレ洗浄クリーナー」発売。
2022年4月20日 - 「ルックプラス バスタブクレンジング 銀イオンプラス 香りが残らないタイプ」を発売。

## ラインナップ

### 現行製品
住居用洗剤
おふろのルック
浴室用洗剤。ボトルタイプが2017年10月をもって製造を終了したため、スプレータイプとつめかえ用のみの設定である。2020年2月に仕様変更され、スプレータイプはスプレー先端に付いていたラッパ状のフードを無くした新型スプレーとなった。
ルックプラス バスタブクレンジング
浴室用洗剤。ミスト状に噴霧するスプレータイプで、「おふろのルック」よりも内容量が多く（本体:500ml、つめかえ用:450ml）、つめかえ用には通常サイズの約1.8倍量（800ml）でキャップ付の大サイズも設定されている。香りは「クリアシトラスの香り」と「フローラルソープの香り」の2種類。
ルックプラス バスタブクレンジング 銀イオンプラス
浴室用洗剤。「ルックプラス バスタブクレンジング」に除菌成分の銀イオンを追加配合したミスト状スプレータイプ。「香りが残らないタイプ」が追加発売されたことに伴い、既存品にはパッケージに「ハーバルグリーンの香り」の香調名が入るようになった。
ハーバルグリーンの香りには業務用も設定されており、一般用と同じ形状のスプレータイプに加え、4Lもラインナップされる。
おふろのルック みがき洗い
浴室用クレンザー。
ルックプラス おふろの防カビくん煙剤
中外製薬からの譲渡を受けて同社が販売していたくん煙式殺虫剤「バルサン」の技術を活かして開発された浴室用カビ防止剤で、起動方法は「水ではじめるバルサン」と同じ。香りは「フローラルの香り」・「せっけんの香り」・「消臭ミントの香り」の3種類。いずれの香りも、1個入りの他に、3個パックも設定されている。2018年3月のパッケージリニューアルにより「ルックプラス」へ移行。
なお、「バルサン」は2018年12月28日にレックへ移管されたが、本品に限ってはライオンパッケージングから社名変更したバルサン株式会社に製造を委託する形で継続発売されている。
ルックプラス 泡ピタ トイレ洗浄クリーナー
「ルックトイレ爽快洗剤」以来となるスプレータイプのトイレ用洗剤。レバーの引き方により泡の形状が変化する2WAYトリガーを採用する。クールシトラスの香りとウォーターリリーの香りの2種類がある。
ルックプラス まめピカ トイレのふき取りクリーナー
ふきとり用トイレクリーナー。フレッシュアップルの香り。2018年3月のパッケージリニューアルにより「ルックプラス」へ移行。
ルックプラス まめピカ 抗菌プラス トイレのふき取りクリーナー
既存の「まめピカ トイレのふき取りクリーナー」に抗菌成分を配合したもの。スカイブルーとシルバーのツートンカラーのボディで、香りもクリアミントに変更している。2018年3月のパッケージリニューアルにより「ルックプラス」へ移行。2L入りの業務用も設定されている（専用容器または一般用の本体容器に詰め替えて使用する）。
トイレのルック 消臭除菌EX
トイレ用洗剤。塩素系成分不使用の為、強力タイプのトイレ用洗剤では唯一、つめかえ用が設定されている。成分は発売当初、グリコール酸であったが、現在はスルファミン酸である。2016年3月にリニューアルして「トイレのルック」から製品名を変更した。
ルックプラス 清潔リセット キッチン用排水口クリーナー
粉末タイプの台所用排水口洗浄剤（塩素系）。発売当初は「ルックプラス 清潔リセット 排水口まるごとクリーナー キッチン用」の製品名で発売されていたが、2019年9月のパッケージリニューアルに伴い製品名が変更された。
レンジまわりのルック
レンジまわり用洗剤（弱アルカリ性）。
ルック 濃効パイプマン
濃縮タイプの液体パイプクリーナー。2L入りの業務用も設定されている。
ルックパイプマン スムースジェル
ジェルタイプの液体パイプクリーナー。2L入りの業務用も設定されている。
除菌・消臭剤
ルック キッチン用アルコール除菌スプレー
アルコール配合スプレー。
ルック キッチン用生ゴミ消臭&防臭スプレー
生ごみ用消臭・防臭スプレー。

### 業務用製品
バスルック
「おふろのルック」の業務用仕様。「すすぎクイック成分」を配合。
ルック ラクタスケア おそうじクイック浴室用洗剤
「バスルック」同様に「すすぎクイック成分」が配合されているが、香料無配合としていること、つめかえ用10Lや「おふろのルック」のスプレー容器と同じ本体が設定されている違いがある。
トイレルック
「トイレのルック」の業務用仕様。2012年2月にリニューアル。
おそうじルック
中性タイプの多機能洗剤。
液体ガラスクリーナールック
ガラス用洗剤。
強力ルック
「レンジまわりのルック」の業務用仕様。
ルック きれいのミスト 布製品用
無香性タイプの布製品用消臭スプレー。（なお、一時期一般用にもラインナップされていたが、2009年9月で製造を終了している）
ルック きれいのミスト トイレ用
トイレ用の除菌・抗菌ミスト。以前は一般向けにも発売されていたが、現在は2L入りの業務用のみの発売である。

### 製造終了品
バスルック（家庭用）
「ルック」ブランド第一号製品。弱酸性であった為、末期には「まぜるな危険」の表示があった。
ルックおふろの洗剤
塩素・酸不使用の中性タイプ。シャワー中栓採用。「おふろのルック」へ継承
ルックおふろの洗剤 逆さで使えるスプレー
「おふろのルック スプレー」へ継承
クリーミイバスルック
クリームタイプ。弱アルカリ性。（分類上は住宅・家具用合成洗剤）
ルック おふろのらくらく洗い
浴槽掃除用柄付き道具。ヘッド部分のみのつけかえ用も設定されていた。
泡スプレーカビとりルック
筆ペンカビとりルック
カビ防止ルック
ルックカビ取りジェル
カビとりルックパワフルジェル
「ルック ヌメリ&カビ速攻バスター」へ継承
ルック ヌメリ&カビ速攻バスター
スプレータイプの塩素系洗浄剤。2017年10月製造終了。
ガラスルック
ルック窓ガラスの洗剤
ルックくもりも防ぐガラスクリーナー
家庭用ガラスクリーナーでは初めてくもり止め成分配合（ただし、浴室の窓・鏡に対するくもり止め効果は無い）。
ルックくもりも防ぐガラスクリーナー シートタイプ
シートタイプのガラスクリーナー。
ガラスのルック
トイレルック
日本で最初のアルカリ性トイレ洗浄剤（塩素系）。水酸化ナトリウム4%含有。容器の色は当初、黄緑色であったが、後に青色に改められると同時に「まぜるな危険」の表示が側面に付いた。但し、キャップはずっとオレンジ色、液色も青色で変更無かった。ライオン油脂時代～ライオン時代初期までは「ルック」の文字が斜体ではなかった。現在の「トイレのルック」とは別物の製品
ルックトイレの洗剤
非塩素系（酸性）。初期は末期の「トイレルック」と共通の容器で、成分は過酸化水素（酸素系）であったが、容器（横向きノズル）・内容液（増粘タイプ）改良時、成分もグルタル酸に改められた。末期の製品ではつめかえ用が設定された。何れの製品も酸性ではあるが、塩素系の製品と混ざっても塩素ガスは発生しない（但し、効果は落ちる）。この為、「まぜるな危険」の表示が無い。「トイレのルック（家庭用）」へ継承。（この際、成分がグリコール酸に改められた。）
ルック温水トイレの洗浄・消臭スプレー
逆さで使えるスプレー採用。「ルックトイレ爽快洗剤」へ継承。
ルックトイレ爽快洗剤
同じくトイレ用スプレータイプの「ルックプラス 泡ピタ トイレ洗浄クリーナー」が後継製品にあたる。
水洗用トイレルック
中性タイプ
おそうじルック（家庭用）
希釈タイプ
ルックふきそうじの洗剤
ルックすまいの便利クリーナー
ルック植物生まれのすまいのクリーナー
ルックふきとり中性クリーナー
強力ルック（家庭用）
アルカリ性。カルビトール（溶剤）配合。
ルックレンジまわり洗剤
ルックレンジとキッチンの強力クリーナー
油汚れ用強力洗剤（「レンジまわりのルック」へ継承）
キッチンルック
エアゾールタイプのキッチン用洗浄剤。水酸化ナトリウム4%含有。
換気扇ルック
泡スプレータイプの換気扇洗浄剤。水酸化ナトリウム4%含有。
ルック キッチンのみがき洗い
キッチン用クレンザー。2017年10月製造終了。
ルック洗たく槽のカビ取り・除菌・消臭クリーナー
「洗たく槽のルック」へ継承
ルックフロアのペーパーモップ
普段の空拭きの他、「フロアのつや拭き」の塗布にも使用可能なフローリング用ワイパー。
ルックフロアのつや拭き
スプレーを使用しない、傾斜ネックボトルを採用した床用艶出し剤。専用スポンジ（別売）で塗布する。
ルックトイレのふきとりフォーム
トイレ用泡状クリーナー。「ルック温水トイレの洗浄・消臭スプレー」へ機能統合。スプレータイプの「ルック まめピカ トイレのふき取りクリーナー（現・ルックプラス まめピカ トイレのふき取りクリーナー）」が後継製品にあたる。
ルックオーツークリーナー
2009年9月製造終了。
洗たく槽のルック
ルックパイプマン 分包
分包タイプの非塩素系パイプクリーナー。2018年3月製造終了。
ルック きれいのミスト 浴室用
グリーンのボトルの除菌・抗菌ミスト。2013年2月製造終了。同じく銀イオンを配合した「ルックプラス バスタブクレンジング 銀イオンプラス」が後継製品にあたる。
ルック きれいのミスト キッチン用
イエローのボトルの除菌・抗菌ミスト。2013年2月製造終了。
ルック きれいのミスト 玄関・くつ用
パープルのボトルの除菌・抗菌ミスト。2013年2月製造終了。
ルック きれいのミスト トイレ用
ブルーのボトルの除菌・抗菌ミスト。2018年9月製造終了。
ルック きれいのミスト 布製品用
除菌・抗菌ミスト。せっけんの香りは2009年9月、ふんわりローズ（ライトピンクのボトル）とスッキリすずらん（ライトグリーンのボトル）の2種類は2013年2月に順次製造終了。

## 歴代CM出演タレント
西田敏行
淡谷のり子、明石家さんま、西川のりお
丘みつ子
工藤夕貴 （1996年10月 - 1998年9月）
伊藤かずえ
モト冬樹 （おふろの洗剤・トイレの洗剤、2001年3月1日 - 2003年9月）
関根勤 （おふろのルック・トイレのルック、2003年9月6日 - 2006年2月）
今井祐子 （きれいのミスト 2006年 - 2007年）
ひろみ、戸田昌宏 （きれいのミスト 玄関・くつ用）
麻奈未 （きれいのミスト キッチン用）
松木里菜 （きれいのミスト 浴室用）
MAIKO（きれいのミスト トイレ用）
濱田龍臣（トイレのルック・まめピカ・おふろの防カビくん煙剤、2011年3月23日 - 2014年）
鈴木梨央（おふろの防カビくん煙剤、2015年7月 - 2020年3月）
新津ちせ（バスタブクレンジング・おふろの防カビくん煙剤・泡ピタ トイレ洗浄スプレー、2020年4月 - 現在）

## 競合商品
- マジックリン（花王） - このシリーズの対抗商品
- パワーズ（エステー）
- カビキラー（ジョンソン）
- サンポール（大日本除虫菊）